# CP-1414S
CP-1414S là thuốc thử nghiệm đầu tiên được sản xuất bởi một nhóm ở Đức. Nó là một dẫn xuất của benzodiazepine. CP-1414S là 1,5-benzodiazepine, với các nguyên tử nitơ nằm ở vị trí 1 và 5 của vòng diazepine, và do đó có liên quan chặt chẽ nhất với 1,5-benzodiazepin khác như clobazam.
CP-1414S có tác dụng giải lo âu và chống co giật chủ yếu. Hiệu lực của nó gần bằng với clobazam, nhưng với thuốc an thần rõ rệt hơn.